# Gregory Nagy
Gregory Nagy, född 22 oktober 1942 i Budapest, Ungern, är professor i grekisk klassisk litteratur och litteraturvetenskap vid Harvard University i Cambridge, Massachusetts.   
Nagy är specialiserad på Homeros och arkaisk grekisk poesi. Han är känd för att ha utvidgat Milman Parrys och Albert Lords teorier om det muntliga författandet i samband med framförandet av Iliaden och Odysséen. Sedan 2000 är Nagy chef för Center for Hellenic Studies i Washington, D.C.